# Sas Pils
Sas Pils is een Belgische pils.
Het bier wordt sinds 1986 gebrouwen in Brouwerij Het Sas (ook brouwerij Leroy genoemd) te Boezinge.
Het is een blond bier met een alcoholpercentage van 5% en een densiteit van 10,8° Plato. Bij de ingrediënten van het bier behoort ook rijst.

## Etiketbieren
Sas Pils is het moederbier van een aantal etiketbieren: West Pils, Suma Pils en Crack Pils.

## Onderscheidingen
- Op de Monde Selection 2010 te Wiesbaden won Sas Pils de gouden medaille in Categorie A - Pilsen.[4]